# 木寨岭隧道 (兰海高速)
木寨岭特长隧道，是渭武高速公路的标志性工程，也是兰海高速公路最后尚未通车的路段。
隧道位于甘肃省定西市岷县与漳县的交界处，横贯漳河与洮河两大水系的分水岭，项目左线全长15.226公里（9.46英里）、右线全长15.16公里（9.41英里），最高海拔为3252米，最大埋深约629米，采用双向四车道设计，最大设计时速80公里。
隧道自2016年2月开工以来，施工即面临极其复杂的软岩大变形等世界罕见难题。隧道贯穿地层主要为炭质板岩，岩石遇风成沙、遇水变泥，地层夹有6处褶皱与12条大斷層破碎带，岩层挤压强烈，均为五级围岩，属极高地应力区，极易发生大变形。由于施工难度极大，原计划4年完成的建设任务一再延长，最终用时近8年，于2023年7月6日贯通，2024年1月31日通车。通车时的木寨岭特长隧道，是中国第四长的公路隧道，同时也是全世界第七长的公路隧道。

## 参建单位
甘肃长达路业有限责任公司（甘肃省公路航空旅游投资集团有限公司子公司）是渭武高速建设法人单位，中铁隧道集团二处有限公司，福建省路桥建设集团有限公司，中铁二十一局集团第三工程有限公司，中国科学院院士孙钧、何满潮团队，中国矿业大学（北京），长安大学。

## 施工历程
2016年2月施工单位入场开工，原计划工期55个月。
2018年9月，工期已过半，掘进速度却不理想，路线长15.2公里、单洞合计总长30.4公里的隧道，到如今为止掘进7.8公里，受软岩高地应力影响，总长3078米的2、3#斜井在施工期间共发生14处较大变形，拆换拱率达32.4%，最大变形高达3145毫米。变形较大的部分段落初期支护结构失稳产生初支开裂、掉块、钢拱架扭曲、错断以及侵限等破坏问题，由于大变形段落比例大，拆换比例高，施工掘进难度极大，导致建设成本增加，工期一再延长。为破解技术难题，突破瓶颈，公航旅集团长达路业公司成立了甘肃省内首个院士专家工作站，首次在公路隧道建设提出了NPR恒阻锚索、让压锚索支护体系，经过多阶段的试验段施工和持续的技术总结及支护方案的动态优化，有效改善了前期频繁换拱、返工浪费、进度停滞的被动局面，突破了隧道工程管理、设计和施工的传统理念，开创了高地应力软岩隧道预应力锚索主动支护体系先河。同时，渭武定西项目办总结形成了木寨岭特长隧道软弱围岩施工工艺工法，引进了大型悬臂掘进机、多功能菌岩立拱台车等先进机械设备，为项目建设提供保障。
2022年12月8日，由甘肃省公航旅集团投资建设的渭武高速公路木寨岭特长隧道出口段顺利贯通，标志着隧道建设取得突破性进展。目前，木寨岭特长隧道进入最艰难的岭脊核心段施工，主洞累计掘进29998.4米（单洞），占总长度的98.7%，预计今年12月底实现右线贯通。
2022年12月15日，木寨岭特长隧道右线顺利贯通。
2023年7月6日，渭武高速公路木寨岭特长隧道全面贯通。
木寨岭特长隧道预计于2023年8月20日完成主线土建工程。同时展开路面、交安、机电、隧道涂装等工程与土建工程平行作业，预计于2023年年底建成通车。

## 工程影响
自项目开工以来，甘肃省公航旅集团引进院士工作站开展的《木寨岭隧道修建关键技术和施工风险防控研究》《木寨岭隧道大变形机理及NPR控制技术研究》《木寨岭公路隧道大变形段让压支护体系关键技术研究》等六项科研课题，扭转了前期频繁换拱、返工浪费、进度停滞的被动局面。该项目所取得的系列成果已在川藏铁路、滇中引水、云南昌宁至保山高速公路昌宁隧道及建水至元阳高速公路他依隧道等项目大面积推广应用。